# Achille de Panaskhet
Achille de Panaskhet, né le 17 juillet 1916 à Tiflis en Géorgie et mort le 6 mai 2010 à Gassin,, est un architecte français d'origine géorgienne. Il est principalement connu pour la reconstruction du village de Savines-le-Lac sur les rives du lac de Serre-Ponçon.

## Biographie

### Enfance et formation initiale
Achil Tzitzichvili de Panaskhet naît en 1916 dans une famille princière géorgienne que la révolution bolchevique contraint à l'exil en France en 1921. Il est pensionnaire à Notre-Dame de Boulogne puis passe son baccalauréat au Lycée Saint-Louis à Paris. Il intègre l'école des Beaux-Arts en 1935 en section architecture. 
La guerre interrompt ses études : il intègre l'École spéciale militaire de Saint-Cyr puis rejoint alors la Légion étrangère. Il participe aux campagnes d'Alsace, d'Allemagne et d'Autriche et reçoit la Croix de guerre. Démobilisé, il obtient la nationalité française pour faits d'armes.
Il obtient finalement son diplôme d'architecte DPLG en 1946 et rejoint ses amis Georges Languin et Paul Roques dans un cabinet d'architecture de Gap.

### Fermes de la reconstruction
De nombreux villages des Hautes-Alpes ont été détruits pendant la seconde guerre mondiale, notamment lors de la libération du Briançonnais : Villar-Saint-Pancrace, Puy Saint-Pierre, Abriès, Cervières… Ces villages ont connu à la libération d'importants programmes de reconstruction.
Dans ce cadre, Panaskhet construit avec Georges Languin et Paul Roques une ferme à Villar-Saint-Pancrace.
Surtout, il est l'architecte chargé de la reconstruction de Cervières. Le village original, situé à l'ubac, avait été détruit par le feu. Il est reconstruit en plein adret sur des plans établis par M. Bues. Panaskhet s'inspire de l'architecture traditionnelle des grandes maisons associant parties maçonnées et pans de bois mais veille à l'amélioration du confort et du cadre de vie. Cette reconstruction bénéficie du label Architecture contemporaine remarquable.

### Savines-le-Lac

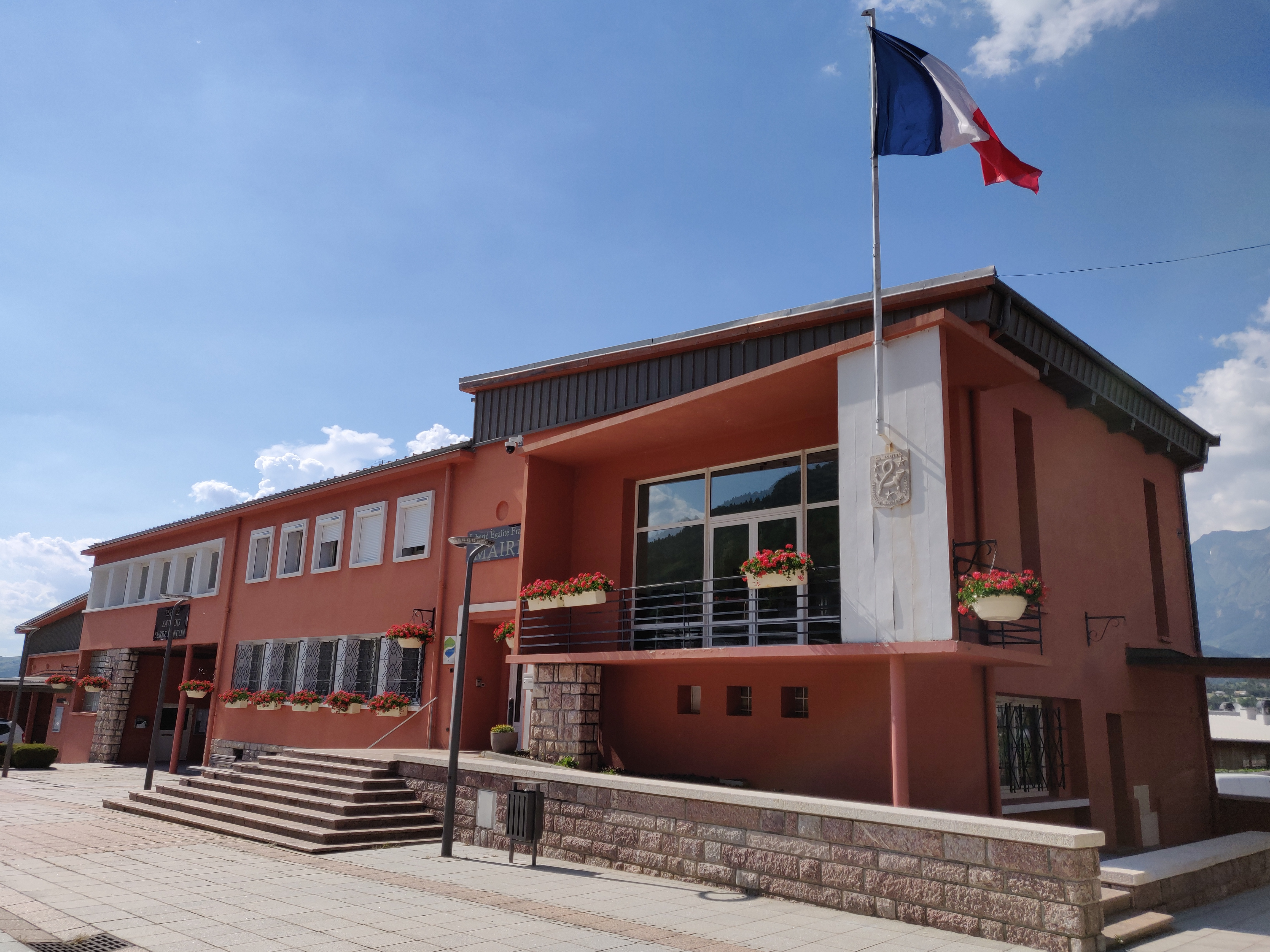
Mairie de Savines-le-Lac

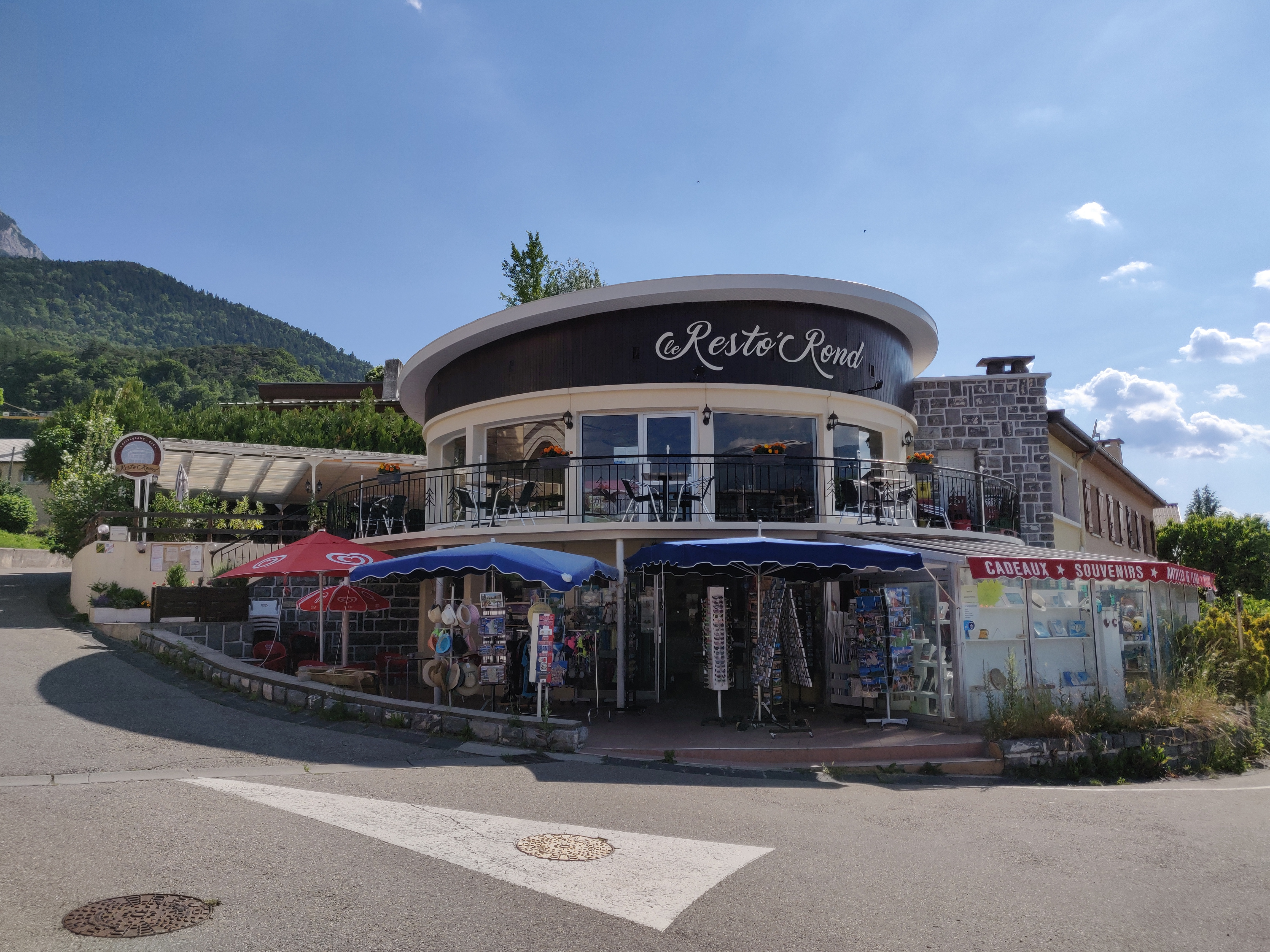
La Rotonde, restaurant à Savines-le-Lac

La mise en eau du barrage de Serre-Ponçon nécessitait la submersion des villages d'Ubaye et de Savines. En 1956, les habitants de Savines obtiennent du président du conseil, Guy Mollet, la reconstruction du village qui prend le nom de Savines-le-Lac. Entre 1954 et 1962, Panaskhet, nommé architecte de la ville, établit le plan d'urbanisme et conçoit une douzaine de bâtiments : mairie, poste, gendarmerie, église Saint-Florent, logements sociaux ou privés, etc. L'ensemble bénéficie du label Architecture Contemporaine Remarquable.

## Œuvres architecturales

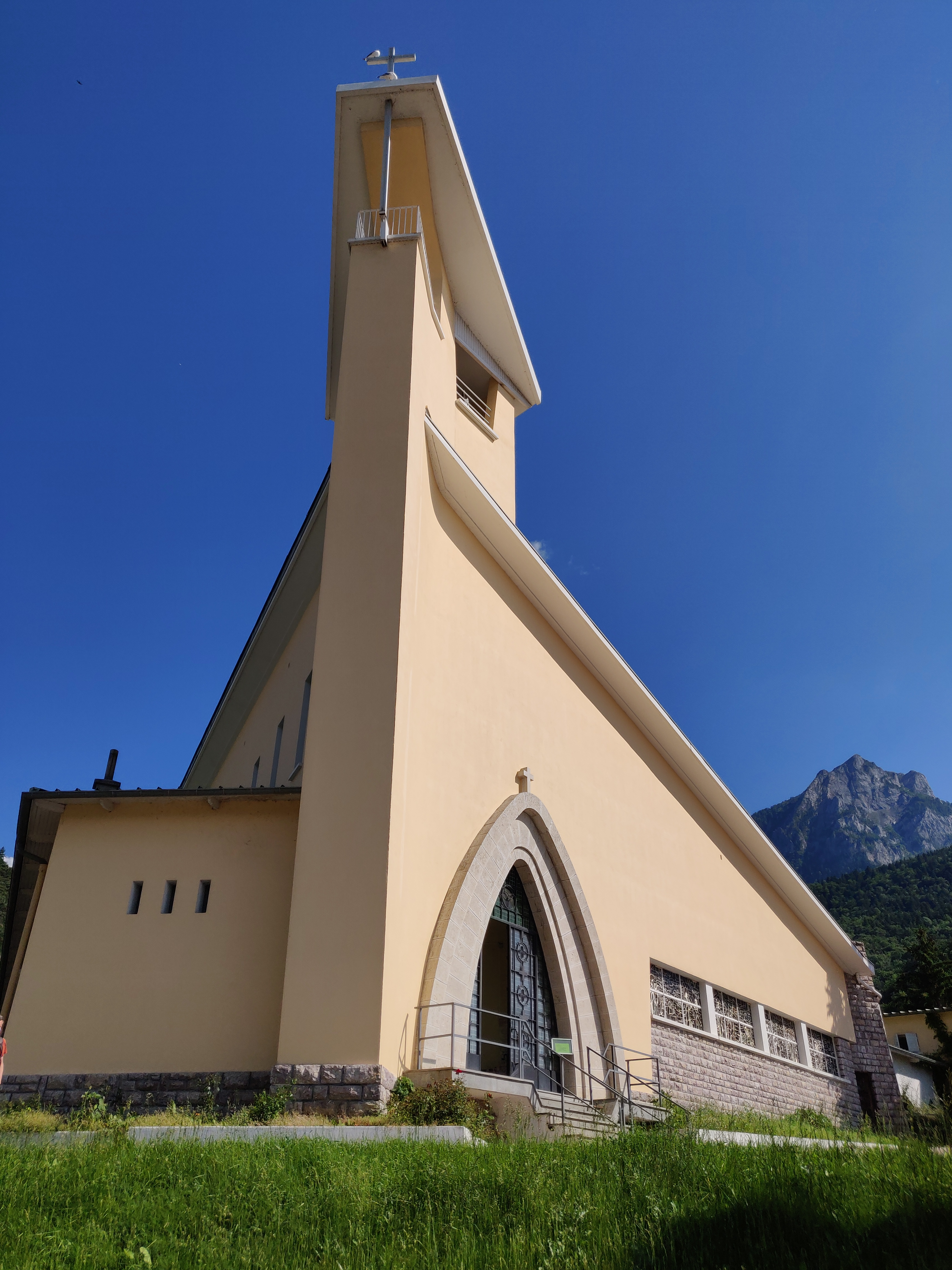
Église Saint-Florent de Savines-le-Lac

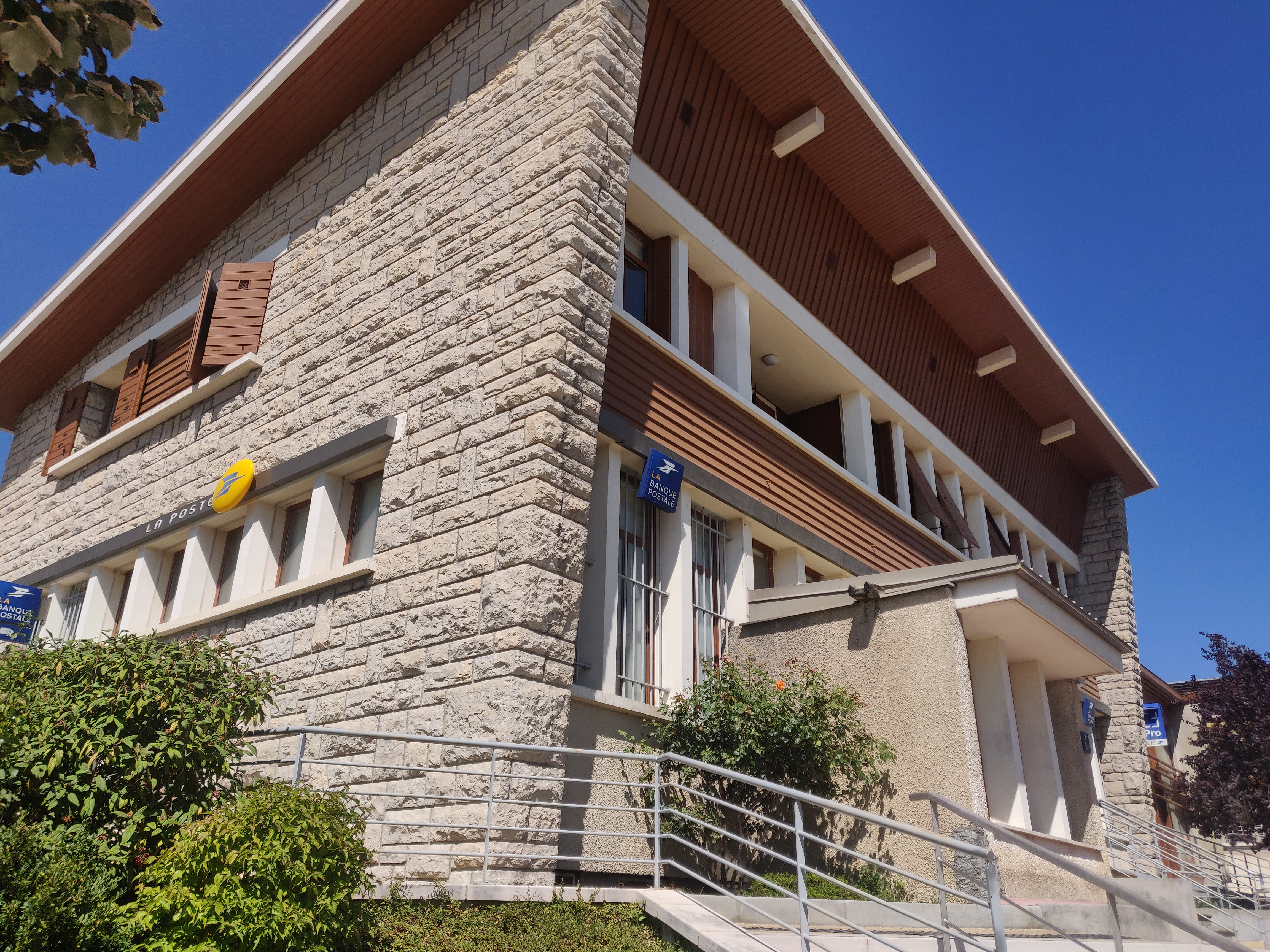
La poste d'Embrun

- 1948 : ferme de la reconstruction à Villar-Saint-Pancrace (avec Georges Languin et Paul Roques)[7] ;
- 1950-1960 : reconstruction du village de Cervières ;
- 1954-1962 : village de Savines-le-Lac ;
- 1977 : salle des fêtes d'Embrun[8] ;
- Années 1970, à Embrun : 
  - Hôtel des Postes[9],
  - HLM Le Bastion[10],
  - École de la Farandole [11],
  - École Pasteur[12].